# Stenungsunds landsfiskalsdistrikt
Stenungsunds landsfiskalsdistrikt var 1918–1964 ett landsfiskalsdistrikt i Göteborgs och Bohus län, bildat som Inlands norra landsfiskalsdistrikt när Sveriges indelning i landsfiskalsdistrikt trädde i kraft den 1 januari 1918, enligt beslut den 7 september 1917. När Sveriges nya indelning i landsfiskalsdistrikt trädde i kraft den 1 oktober 1941 (enligt kungörelsen den 28 juni 1941) ändrades distriktets namn till Stenungsunds landsfiskalsdistrikt. Den 1 januari 1965 avskaffades i Sverige samtliga landsfiskaler och landsfiskalsdistrikt, och deras arbetsuppgifter delades upp på de nyskapade indelningarna polisdistrikt, åklagardistrikt och kronofogdedistrikt.
Landsfiskalsdistriktet låg under länsstyrelsen i Göteborgs och Bohus län.

## Ingående områden
När Sveriges nya indelning i landsfiskalsdistrikt trädde i kraft den 1 januari 1952 (enligt kungörelsen 1 juni 1951) ändrades distriktets indelning genom kommunreformen 1952 men omfattningen ändrades inte. Den 1 juli 1963 (enligt kungörelse den 28 juni 1963) införlivades i sin helhet det upplösta Tjörns landsfiskalsdistrikts område.

### Från 1918
Inlands Nordre härad:
- Hålta landskommun
- Jörlanda landskommun
- Norums landskommun
- Solberga landskommun
- Spekeröds landskommun
- Ucklums landskommun
- Ödsmåls landskommun

### Från 1 januari 1952
- Kode landskommun
- Stenungsunds landskommun

### Från 1 juli 1963
- Kode landskommun
- Stenungsunds landskommun
- Tjörns landskommun